# 林雄大
林 雄大（はやし ゆうだい）は、日本の俳優である。福岡県出身。ACALINO TOKYO所属。

## 来歴
2003年より、アクティブハカタに所属。劇団ギンギラ太陽's 等への出演を中心に、福岡を拠点に活動。2012年にフリーとなり、上京。
2020年、事務所ACALINO TOKYOの設立に携わり、自身の俳優としての活動だけでなくプレイングマネージャーとして俳優やタレントのマネージメントを行うことを発表した。

## 出演

### テレビドラマ
- 走れ！ひかり侍（2009年、NHK福岡）- ひかり侍 役
- すすめ！ひかり侍（2009年、BSフジ ）- ひかり侍 役
- 見知らぬわが町（2010年、NHK福岡）
- 女取調官（2011年、TBS）
- 水曜ミステリー9 信州あづみ野の名刑事（2012年、テレビ東京）
- 大河ドラマ（NHK）
  - 八重の桜（2013年）
  - 軍師官兵衛（2014年）
  - 花燃ゆ（2015年）
  - おんな城主 直虎（2017年）第33回・第34回 - 牢番 役
  - 青天を衝け（2021年）- 井坂泉太郎 役[2][3]
  - 鎌倉殿の13人（2022年）- 和田義重 役[4][5]
- 連続テレビ小説（NHK）
  - 花子とアン（2014年）
- なぞの転校生（2014年、テレビ東京）
- 美女と男子（2015年、NHK）
- LOVE理論（2015年、テレビ東京）
- リップヴァンウィンクルの花嫁 serial edition（2016年、BSスカパー！）
- 女くどき飯 Season 2（2016年、MBS・TBS）
- となりのマサラ（2020年、NHK福岡）
- イタイケに恋して（2021年、日本テレビ）- 林祐大 役
- 幸運なひと（2023年、NHK）- 後輩・東悟 役
- 3000万（2024年、NHK）- 斉藤 役

### 配信ドラマ
- WOWOW ハリウッド共同制作オリジナルドラマ「TOKYO VICE Season２」（2024年）
- Disney+「ガンニバル シーズン2」- 後藤勇 役（2025年）

### 映画
- ギンギラ太陽's はじめてモノ語り ボーン・トゥ・ラン ～夢の超特急～（2011年）[6][7]
- 男子高校生の日常（2013年、松居大悟監督）
- 花とアリス殺人事件（2015年、岩井俊二監督）
- ヒロイン失格（2015年、英勉監督）
- リップヴァンウィンクルの花嫁[8]（2016年、岩井俊二監督）
- STOP（2017年、キム・ギドク監督）[9][10]
- カイジ ファイナルゲーム（2020年、佐藤東弥監督）
- グッバイ、コスモス（2022年、竹林亮監督）- 誘拐犯 役
- キリエのうた（2023年、岩井俊二監督）- 小笠原 役

### CM
- キットカット（2014年）
- セイハ英語学院（2015年）
- JT（2018年）
- 日総ビルディング「Expert Office」（2020年）
- IQOS STORE（2021年）
- ゼクシィ「The Happiness Story of ME & YOU」（2022年）
- 花王「プリマヴィスタ 22 夏下地 ACTOR 篇」（2022年）
- WOWOW「オススメしたい２人 ～5月のWOWOW～」（2022年）
- WOWOW「オススメしたい２人 ～ベッド篇～」（2022年）
- RICOH kintone plus「キントン拍子篇」（2023年）
- 味の素AGF「ちょっと贅沢な珈琲店®」スティック カフェラテ『カンだけに頼らない』篇（2023年）
- RICOH kintone plus「入れてる会社はキントン拍子篇」（2023年）
- chocoZAP「信長と光秀」篇 - 織田信長 役（2024年）
- 西日本シティ銀行「銀行は、人だ。」（2024年）

### ショートムービー
- ［Alexandros］× 岩井俊二監督「夢で会えても」LINE NEWS VISION（2020年、岩井俊二監督）

### アニメ
- TOWN WORKERS（2014年、岩井俊二監督）

### MV
- 絢香「ありがとうの輪」 （2013年、岩井俊二監督）
- 古川本舗「HOME」 （2013年、岩井俊二監督）

### ナレーション
- JRA「その馬は、教えてくれた 〜グローブシアター〜」（2022年）

### 舞台
- アクティブハカタ「坊っちゃん」（2004〜2011年）- 主演
- ギンギラ太陽's「翼をくださいっ！さらばYS-11」渋谷PARCO劇場（2005年）
- ギンギラ太陽's「スーパーマーケット三国志」西鉄ホール（2006年）- 主演
- ギンギラ太陽's「チョコレーツ・オブ・チロリアン 〜十円チョコのカカオ魂〜」嘉穂劇場（2007年）
- ギンギラ太陽's「翼をくださいっ！さらばYS-11」天王洲 銀河劇場（2008年）[11]
- ギンギラ太陽's 1ヵ月 ロングラン公演「天神開拓史」（2008年）- 主演
- ギンギラ太陽's「BORN TO RUN 〜さよなら初代0系新幹線」池袋あうるすぽっと（2008年）[12]
- ギンギラ太陽's「翼をくださいっ！さらばYS-11」全国ツアー（2009年）
- 博多座 市民檜舞台「川上音二郎・貞奴物語」（2010年）- 主演[13][14]
- 北九州芸術劇場 劇場塾「櫻の園 〜最後の楽園」（2011年、木野花 脚本・演出）
- ギンギラ太陽's「地上最大の作戦」キャナルシティ劇場（2011年）
- とくお組「近未来パーク」吉祥寺シアター（2013年、徳尾浩司 脚本・演出）
- とくお組「砂漠の町のレイルボーイズ」座・高円寺（2013年、徳尾浩司 脚本・演出）
- 明治座 石川さゆり特別公演 歌芝居「芝浜 〜おんなの心意気〜」（2013年、G2 脚本・金子良次 演出）
- とくお組「ブラックホールの出来事」渋谷 LEDECO（2014年、徳尾浩司 脚本・演出）
- とくお組「銀河ホテル 〜たまプラーザ店」座・高円寺（2014年、徳尾浩司 脚本・演出）
- とくお組「コロッセオ・ミュージカル'80」座・高円寺（2015年、徳尾浩司 脚本・演出）
- 博多座 石川さゆり特別公演「はかた恋人形」（2015年、G2 脚本・演出）
- 錦織一清 QT プロジェクト「あゝ同期の桜」（2015年、錦織一清 脚色・演出）
- 博多座 リニューアル記念公演「梅と桜と木瓜の花」（2016年、池田政之 脚本・北村文典 演出）
- 明治座「おたふく物語」（2016年、黒土三男 脚本・石井ふく子 演出）
- 博多座「おたふく物語」（2016年、黒土三男 脚本・石井ふく子 演出）
- TRASHMASTERS vol.26「たわけ者の血潮」座・高円寺（2017年、中津留章仁 脚本・演出）[15]
- 錦織一清 QT プロジェクト「三太 かわら版売り」イマジン・スタジオ（2017年、錦織一清 脚色・演出）[16]
- 天狼院書店「殺し屋のマーケティング」全電通ホール（2017年、三浦崇典 原作 中村雪絵 脚本・演出）[17]
- 中日劇場 石川さゆり 新春特別公演「夫婦善哉」（2018年、古田求 脚本・星田良子 演出）
- 博多座 武田鉄矢・コロッケ 特別公演「水戸黄門」（2019年、池田政之 脚本・金子良次 演出）
- 本多劇場グループ PRESENTS「演劇の街をつくった男」（2020年、徳尾浩司 脚本・演出 [18][19][20][21]）- プロデュース・出演
- asatte force とくお組「クッキング！」（2020年、徳尾浩司 演出）
- とくお組「林檎の軌道」（2021年、徳尾浩司 脚本・演出）
- 本多劇場グループ 新宿シアタートップス オープニングシリーズ 第1弾「演劇の街をつくった男」（2021年）
- とくお組「スナイパーズ」（2022年、徳尾浩司 脚本・演出）

### 自主映画
- CLOVER（2012年、しばたよういち監督）- 主演[22]
- ぼくたちはここにいる（2012年、小田憲和監督）
- オトコノクニ（2016年、中川晴樹監督）
- 日常（2017年、東畑渉監督）- 主演
- みやまに咲いた花火とゆれるブランコ（2017年、小田憲和監督）
- 死因｜しいん（2017年、久世京佳監督）- 主演